# 藩府曾蔡二姬墓
藩府曾蔡二姬墓位於臺南市南區的桶盤淺墓園內，過去是臺灣府城大南門外的竹溪東岸師爺塚前新坪，於民國七十四年（1985年）8月19日公告為中華民國三級古蹟。藩府二字指的是「延平郡王府」，曾蔡二姬則是鄭成功的姬妾。其地位可能不高，所以未葬在鄭成功陵寢原本所在的洲仔尾地區。該墓是臺南市列為古蹟的四座古墳之一，而另外三座是明崇禎十五年（1642年）的曾振暘墓、同為永曆年間鄭家宗族之墓的藩府二鄭公子墓與清光緒三年（1877年）的施瓊芳墓。

## 沿革
該墓為明永曆年間所建的鄭家宗族之墓，在清康熙三十八年（1699年）時因地處偏遠而未與其他大多數明鄭時期的鄭氏家族與文武官員之墓一起遷回中國大陸，而與藩府二鄭公子墓成為僅存於臺的鄭家之墓。
該墓在清朝的方志與文獻中並未被記載，直到日治時期方始見於連橫的《雅言》一書。
二次大戰後，該墓於1952年被臺南市文獻委員會發現並略加整修，1975年再修，而成今貌。
1985年8月，藩府曾蔡二姬墓公告為三級古蹟。
1997年5月，《文化資產保存法》修法，取消三級分制。藩府曾蔡二姬墓成為「市定古蹟」。2010年12月，臺南縣市合併升格，藩府曾蔡二姬墓成為「直轄市定古蹟」。

## 建築特色
該墓格局遵守規制，由墓埕、供臺、墓碑、左右手和墓塚組成，不過除了墓碑之外皆為1975年整修時的東西。該墓坐東朝西，墓碑寬77公分，出土部分高1.07公尺，於上面刻著「皇明 藩府曾蔡二姬墓」。

## 其他
根據《石井本宗族譜》的記載，除了曾氏、蔡氏外，鄭成功還有嬪妃莊氏、林氏、史氏、蔡氏等四人。